# Natters

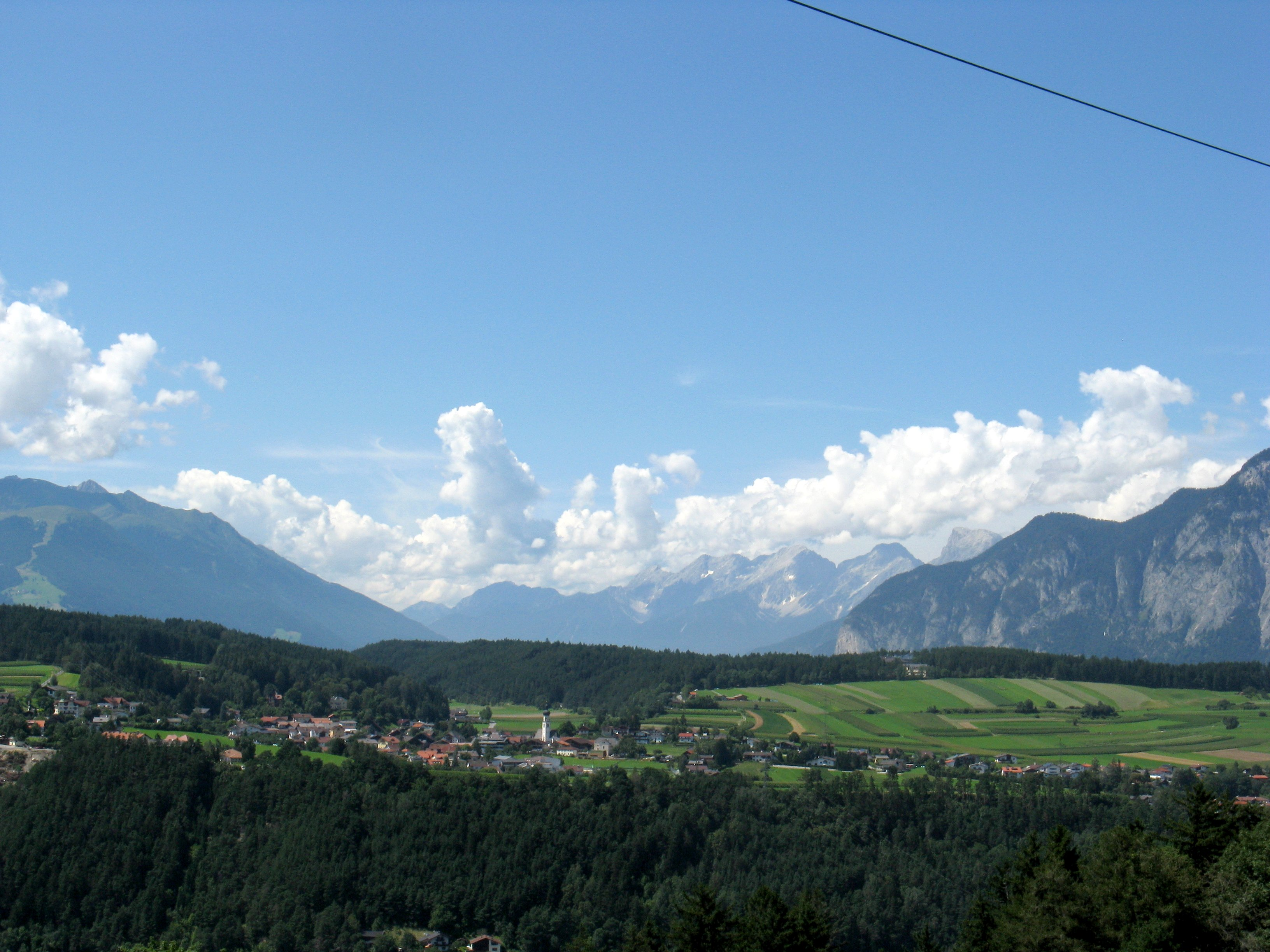
Natters von Osten

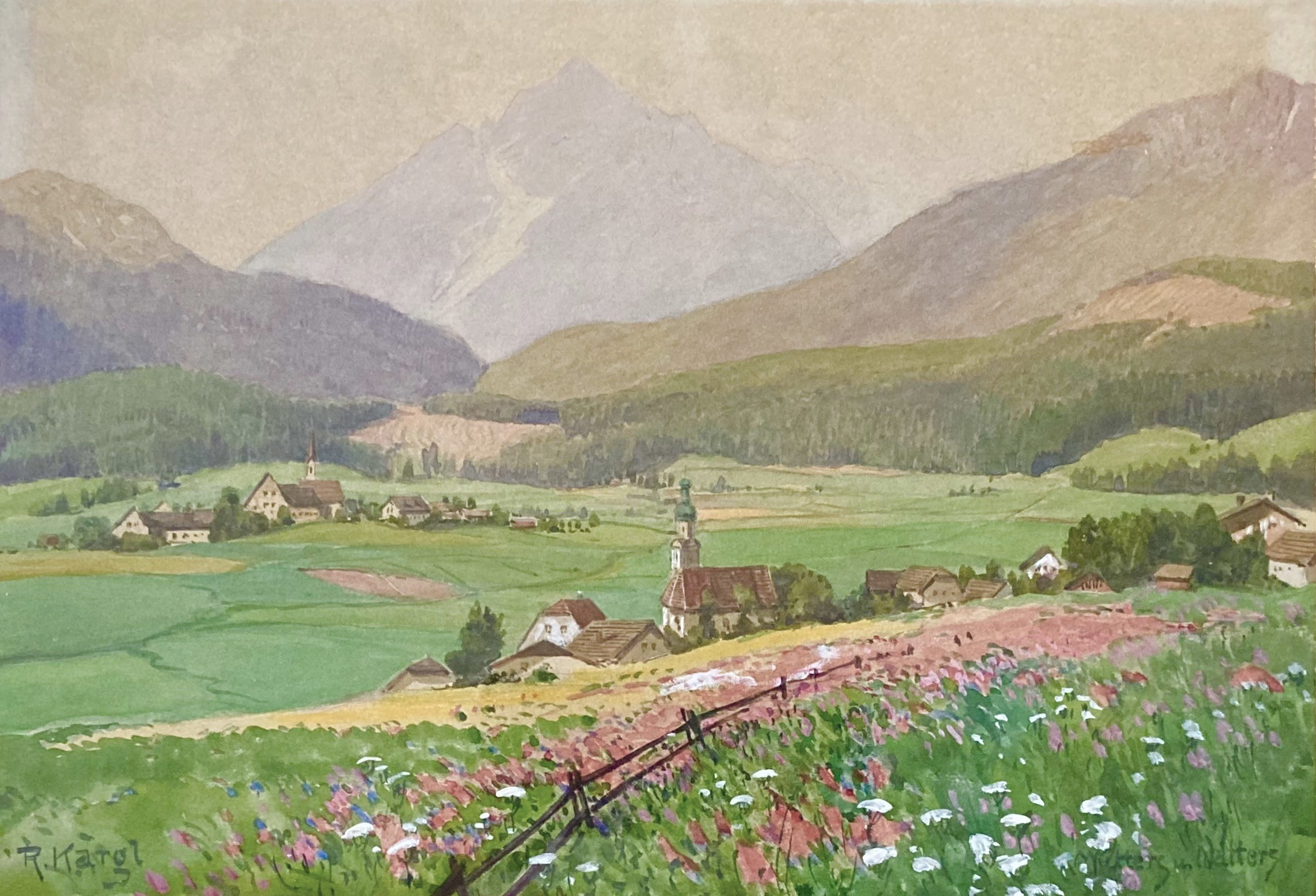
Rudolf Kargl, Mutters und Natters, Aquarell um 1920

Natters ist eine Gemeinde in Tirol (Österreich) mit 2114 Einwohnern (Stand 1. Jänner 2024). Der Ort gehört zum Bezirk Innsbruck-Land und zum Gerichtsbezirk Innsbruck.

## Geografie
Natters liegt auf einer Mittelgebirgsterrasse südwestlich von Innsbruck in einer Mulde. Eine Terrasse bildet eine natürliche Grenze zur südlich gelegenen Nachbargemeinde Mutters. Der dicht bebaute Dorfkern ist recht bäuerlich geprägt. Daran anschließend haben sich neue Siedlungsgebiete gebildet, aufgrund starken Bevölkerungswachstums durch die Nähe zu Innsbruck. In Natters gibt es eine Abteilung des Landeskrankenhauses Tirol, hauptsächlich für Pulmologie.
Der nahe gelegene moorhaltige Natterer See ist ein beliebtes Naherholungsgebiet. Er wurde wie viele Seen in der Umgebung Ende des 15. Jahrhunderts künstlich angelegt. Im Fischereibuch Kaiser Maximilian I. wurde er als „Ödenhauser Weiher“ genannt. Später ausgetrocknet, wurde er 1930 wieder angelegt und dient heute dem Badebetrieb sowie der Fischzucht.
Verkehrlich ist Natters mit Innsbruck durch die Brenner-Bundesstraße und die Stubaitalbahn verbunden.

### Gemeindegliederung
Natters besteht aus der einzigen Katastralgemeinde und Ortschaft Natters. Zur Gemeinde gehören neben dem Dorf Natters der Weiler Edenhausen, die Rotten Natterer Boden und Natterer See, das Landeskrankenhaus Natters, die Einzelhöfe Gigglberg, Ober- und Unterplumes und der Tschurtschentalerhof sowie ein Teil der Siedlung Neu-Götzens. Ebenso gehört zur Gemeinde Natters der Ortsteil Sonnenburg-Brennerstraße, dieser liegt an der Auffahrt nach Natters. 

### Nachbargemeinden
| Völs    | Innsbruck                                   |  |
| Götzens | Kompassrose, die auf Nachbargemeinden zeigt |  |
|         | Mutters                                     |  |

## Geschichte
Natters wird urkundlich erstmals 1138 im Traditionsbuch des Klosters Beyharting als „Nateres“ sowie wenig später, in den Jahren 1148–1156, im Traditionsbuch des Klosters Weihenstephan als „Nâters“ bzw. „Natris“ erwähnt. Funde aus der Bronze- und Eisenzeit zeigen eine frühe Besiedelung des Gebietes. Auch der Name weist darauf hin, dass die Gegend vor dem Eintreffen der Römer bereits bekannt war. Es liegt dem Ortsnamen der vorrömische Flurname *natra- („nass, feucht“) zugrunde, der mit altgriechisch νοτερός noteros („nass“) urverwandt ist. Dieses Feucht- oder Moorgebiet erstreckte sich vom Natterer See bis Dorf Natters.
Im 6. Jahrhundert wanderten die Bajuwaren ein. Zwischen der Brennerstraße und der Sill stand die 1253 erstmals erwähnte Sonnenburg, die lange Zeit das Landgericht für das mittlere Inntal war und vom Stift Wilten abgelöst wurde. Im 16. Jahrhundert hatte Kaiser Maximilian I. eine Sommerresidenz in Natters, das heutige Gemeindeamt, auch Ansitz Waidburg genannt. 1809 war Natters Kampfgebiet bei den Tiroler Freiheitskämpfen. In der Mitte des 19. Jahrhunderts entwickelte sich Natters zum Sommerfrischeort. Einen Aufschwung erlebte die Gemeinde durch die 1904 erbaute Stubaitalbahn sowie die Olympischen Spiele von 1964 und 1976, die in der Umgebung ausgetragen wurden.

### Bevölkerungsentwicklung
EinwohnerJahr300600900120015001800210024001860189019201950198020102040EinwohnerEinwohnerentwicklung von Natters

## Kultur und Sehenswürdigkeiten

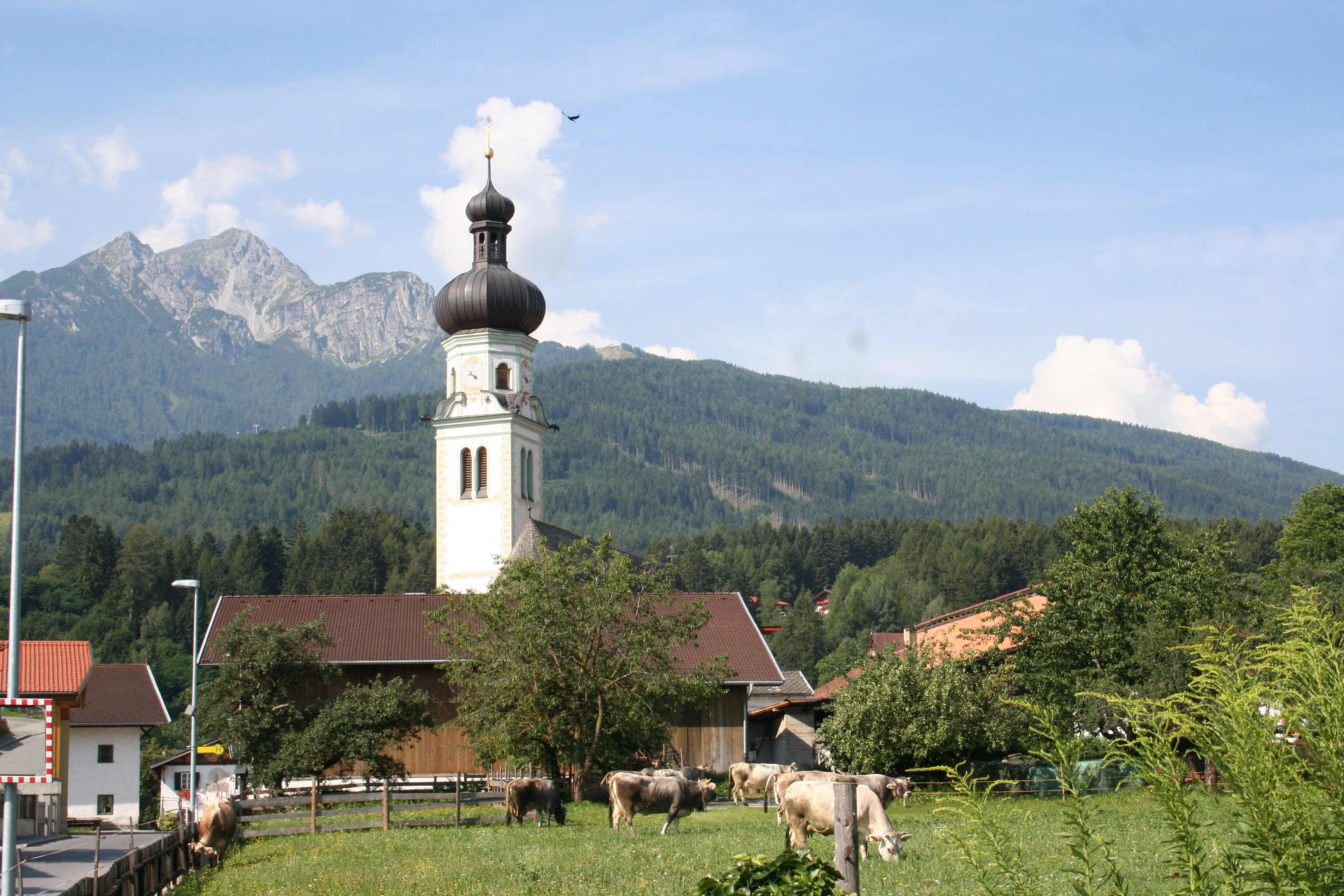
Pfarrkirche Natters

- Katholische Pfarrkirche Natters hl. Michael

## Wirtschaft und Infrastruktur

### Wirtschaftssektoren
Von den 22 landwirtschaftlichen Betrieben des Jahres 2010 wurden 4 im Haupt-, 17 im Nebenerwerb und 1 von einer juristischen Person geführt. Dieser eine Betrieb bewirtschaftete 64 Prozent der Flächen. Im Produktionssektor arbeiteten 63 Erwerbstätige im Bereich Warenherstellung und 27 in der Bauwirtschaft. Die wichtigsten Arbeitgeber des Dienstleistungssektors waren die Bereiche soziale und öffentliche Dienste (313), freiberufliche Dienstleistungen (125), Handel (44) und Beherbergung und Gastronomie (32 Mitarbeiter).
| Wirtschaftssektor            | Anzahl Betriebe | Anzahl Betriebe | Erwerbstätige | Erwerbstätige |
| Wirtschaftssektor            | 2011            | 2001            | 2011          | 2001          |
| ---------------------------- | --------------- | --------------- | ------------- | ------------- |
| Land- und Forstwirtschaft 1) | 22              | 23              | 15            | 10            |
| Produktion                   | 22              | 13              | 90            | 92            |
| Dienstleistung               | 113             | 68              | 544           | 483           |

1) Betriebe mit Fläche in den Jahren 2010 und 1999

### Arbeitsmarkt, Pendeln
Im Jahr 2011 lebten 990 Erwerbstätige in Natters. Davon arbeiteten 208 in der Gemeinde, beinahe 80 Prozent pendelten aus. Von den umliegenden Gemeinden kamen 440 Menschen zur Arbeit nach Natters.

### Verkehr
- Eisenbahn: Durch den Osten des Gemeindegebietes verläuft die Brennerbahn. Der Bahnhof Innsbruck liegt 7 Kilometer nördlich von Natters.[8]
- Straßenbahn: Die Stubaitalbahn verbindet Natters mit Innsbruck.[9]
- Straße: Der Knoten Innsbruck Süd der Brenner Autobahn A13 befindet sich auf Gemeindegbiet.

## Politik
Die letzten Bürgermeisterwahlen fanden gleichzeitig mit den Gemeinderatswahlen am 27. Februar 2022 statt.
Marco Mösl (geb. Untermarzoner) wurde zum Bürgermeister und Veronika Seidl-König zur Vizebürgermeisterin gewählt.
| Partei                                                                  | Prozent | Stimmen | Sitze im Gemeinderat | Koppelung |
| ----------------------------------------------------------------------- | ------- | ------- | -------------------- | --------- |
| WIR NATTERER - WIR                                                      | 21,17 % | 265     | 3                    | A         |
| Gemeinschaftsliste Natters - Bürgermeister Karl-Heinz-Prinz - BGM PRINZ | 9,11 %  | 114     | 1                    |           |
| Dorfliste für ein lebenswertes Natters - DL                             | 24,44 % | 306     | 3                    | B         |
| Bürger:innen Liste - Anna Koch - BL                                     | 15,58 % | 195     | 2                    | B         |
| Gemeinsam für Natters - GFN                                             | 12,94 % | 162     | 2                    | A         |
| Die Grünen Natters - Grüne                                              | 7,91 %  | 99      | 1                    | B         |
| Heimische Wirtschaft - HEIM                                             | 8,87 %  | 111     | 1                    | A         |

### Wappen
Blasonierung:
„In Blau eine strahlende goldene Sonne über einer schwarzen, im mittleren Teil turmartig erhöhten Zinnenmauer.“
Das Wappen wurde der Gemeinde Natters am 20. November 1972 verliehen. Es versinnbildlicht als redendes Wappen die ehemalige Sonnenburg, die ein bekannter und oft erwähnter Gerichtssitz war. Die Sonnenburg stand auf dem ehemaligen Sonnenburgerhügel, der im Zuge des Brennerautobahnbaues abgetragen wurde (Autobahnausfahrt Innsbruck-Süd).

## Persönlichkeiten
- Heimo Friedrich (1911–1987), österreichischer Botaniker
- Wolfgang Stegmüller (1923–1991), deutsch-österreichischer Philosoph
- Gebhard Paul Maria Sigl (* 1949), österreichischer katholischer Priester, geistlicher Leiter der PDF-Familie Mariens und Präsident des Werk Jesu des Hohenpriesters
- Franz Oberacher (* 1954), österreichischer Fußballspieler, Stürmer
- Martin Abentung (* 1981), österreichischer Rennrodler startete für den SV Natters
- Fabian Koch (* 1989), österreichischer Fußballspieler
- Hermann Wopfner (1876–1963), österreichischer Historiker und Volkskundler